# Tylototriton hainanensis
Tylototriton hainanensis е вид земноводно от семейство Саламандрови (Salamandridae). Видът е застрашен от изчезване.

## Разпространение
Разпространен е в Китай.